# Montescudo-Monte Colombo
Montescudo-Monte Colombo é uma comuna italiana da região da Emília-Romanha, província de Rimini. Foi criada em 1 de janeiro de 2016 pela fusão das comunas de Montescudo e Monte Colombo.